# Ermita de Loreto (Begís)
L'Ermita Verge de Loreto de Begís, a la comarca de l'Alt Palància, és un temple  catòlic que està catalogat com a Bé de Rellevància Local amb codi identificatiu: 12.07.022-002, segons consta a la Direcció General de Patrimoni Artístic de la Generalitat Valenciana.

## Història
L'ermita se situa en el centre de la població, en una placeta que té per nom "Plaça de la Mare de Déu de Loreto". Just davant es pot contemplar al Portal de Begís, vestigi de les portes d'accés a la població quan aquesta presentava muralla, en època medieval.
L'edifici data de finals del segle xvii i principis del segle xviii. La imatge de la Verge de la Cova Santa que es troba a la fornícula de la façana no és l'original, ja que aquesta va ser destruïda en  1936; l'actual data de 1939, i té una factura diferent.

## Descripció
L'ermita (precedida per un petit pati tancat amb muret i reixa) és de fàbrica de maçoneria i  carreu angular, és a dir, les cantonades de l'edifici estan reforçades amb blocs de pedra o carreus. A més, presenta contraforts exteriors, així com una porta d'entrada  adovellada.
La façana, de línies barroques, presenta forma de retaule, té porta adovellada, de formes rectes, i decorada amb boles en el primer cos. El segon cos, de menor grandària, presenta una fornícula en arc de mig punt, també adovellada en línies rectes, rematada amb frontó semicircular. En el seu interior es abriga la imatge de la Verge de la Cova Santa.
Presenta com a rematada de la façana una espadanya construïda en maçoneria amb arrebossat, formada per un cos semicircular, amb adorns de boles i penell de forja. Hi ha una sola campana, Maria Lauretana, obra del fonedor Cristòfol García. Està datada en l'any 1763, i té un diàmetre de 66 centímetres i un pes de 166 quilograms.
La coberta exterior és a dues aigües i rematada amb teula.
Interiorment presenta planta de la nau única, dividida en quatre trams o  crugies. A la nau central la coberta és una volta de canó amb llunetes. Mentre que la sagristia (de menor altura, adossada a la testera amb teulada independent) presenta una coberta de volta bufada.
Presenta decoració consistent en un sòcol de rajoles (d'Alcora i datats al segle xvi) amb temes vegetals, fruits, flors i fulles, que recorre tota la planta. A més de medallons a l'oli del segle xvi amb les històries glorioses, situats en els trams de la volta.